# Procopia (emperatriz)
Procopia (c. 770 - c. 813) fue emperatriz bizantina consorte por su matrimonio con el emperador Miguel Rangabé, siendo también hermana del emperador Estauracio, a quien su marido sucedió.

## Biografía
Se casó con Miguel Rangabé en algún momento a finales del siglo VIII, hijo de Teofilacto Rangabé, almirante bizantino de la flota del mar Egeo. En el año 802, la emperatriz Irene de Atenas fue derrocada por una alianza de patricios y eunucos liderados por Nicéforo Logothetes Megas, padre de Procopia, quien en ese momento ocupaba el puesto de logoteta general ("principal ministro de Finanzas"). El 31 de octubre de 802, Nicéforo fue declarado emperador, lo que convirtió a Procopia en miembro de la familia imperial. Su esposo recibió la dignidad del tribunal superior de curopalate.
El 26 de julio de 811, el rey Nicéforo murió tras sufrir una emboscada por los búlgaros. Gran parte del ejército romano oriental fue aniquilado con él, siendo pocos los supervivientes que hubo, entre ellos su hijo, por ende hermano de Procopia, Estauracio, quien fue coronado emperador fuera de Constantinopla. Herido de gravedad, su corto reinado llevó a una serie de pugnas nobiliarias y familiares para hacerse con el control de la sucesión. En las lindes estuvieron enfrentadas Procopia, hermano del todavía emperador, y Teófano de Atenas, mujer del mismo. Procopia no logró persuadir a su hermano de que aceptara ceder la corona a su cuñado y defendió las pretensiones de su mujer. Sin embargo, Miguel y Procopia lograron reunir suficientes apoyos en la corte para amenazar al propio Estauracio. Incapaz de enfrentar oposición por su condición le declaró heredero y abdicó.

## Emperatriz
El 2 de octubre de 811, Miguel I fue coronado y Procopia pasó a convertirse en emperatriz consorte. Se dice que dominó efectivamente la corte durante su breve reinado. Insistió en seguir a su marido en las campañas, pero según los informes, las tropas no acogieron con agrado dicha presencia.
Miguel distribuyó generosamente dinero al ejército, la burocracia y la Iglesia en un esfuerzo por establecerse en el poder. También reabrió las negociaciones con Carlomagno y reconoció al emperador rival como basileo (emperador) (pero no como emperador de los romanos). Sin embargo, las guerras búlgaro-bizantinas continuaron y acabarían trayendo la caída de la pareja imperial.
El 22 de junio de 813, Miguel perdió la batalla de Versinikia. El ejército imperial era significativamente más grande que el búlgaro, pero no aprovechó su ventaja numérica. El emperador fue uno de los primeros en retirarse del campo de batalla y otras unidades siguieron su ejemplo. El kan Krum avanzó hacia la Tracia Oriental, dejando la propia Constantinopla como un objetivo viable.
Presionado, sin apoyos, pocos días después, el 11 de julio de 813, Miguel abdicó del trono en favor de León V. Teófanes Continuatus, continuando la crónica de Teófanes el Confesor, registra que Procopia se opuso a la abdicación en vano. Tuvo que retirarse a un monasterio poco después de abandonar el trono su marido. Se desconoce su final y año de muerte.